# Wólka Bielecka
Wólka Bielecka – wieś w Polsce położona w województwie lubelskim, w powiecie łęczyńskim, w gminie Milejów.
W latach 1975–1998 miejscowość administracyjnie należała do ówczesnego województwa lubelskiego.
Kolonia stanowi sołectwo w gminie Milejów. Według Narodowego Spisu Powszechnego z roku 2011 kolonia liczyła 184 mieszkańców.

## Turystyka
W miejscowości znajduje się „Gród Słowiański” rekonstrukcja wczesnośredniowiecznego grodziska, które znajdowało się w pobliskim Klarowie.